# Сергіївська селищна рада
Сергі́ївська се́лищна ра́да — орган місцевого самоврядування Сергіївської селищної громади у Білгород-Дністровському районі Одеської області.
До 17 липня 2020 була у підпорядкуванні Білгород-Дністровської міської ради.

## Склад ради
Рада складається з 30 депутатів та голови.
- Голова ради: Шелестенко Олександр Юрійович
- Секретар ради: Таран Геннадій Олександрович

### Керівний склад попередніх скликань
| ПІБ                           | Основні відомості                                                        | Дата обрання | Дата звільнення |
| ----------------------------- | ------------------------------------------------------------------------ | ------------ | --------------- |
| Шелестенко Олександр Юрійович | Селищний голова, 1964 року народження, освіта вища, безпартійний         | 26.03.2006   | 31.10.2010      |
| Шелестенко Олександр Юрійович | Селищний голова, 1964 року народження, освіта вища, член Партії регіонів | 31.10.2010   |                 |

Примітка: таблиця складена за даними джерела

### Депутати
За результатами місцевих виборів 2010 року депутатами ради стали:

#### За суб'єктами висування
| Суб'єкт висування | Кількість обраних депутатів | %    |
| ----------------- | --------------------------- | ---- |
| Партія регіонів   | 17                          | 56,7 |
| Самовисування     | 13                          | 43,3 |

#### За округами
| № округу        | Прізвище, ім'я, по батькові      | Дата визнання обраним | Освіта                    | Партійна приналежність          | Відомості про обраного депутата                                                         |
| --------------- | -------------------------------- | --------------------- | ------------------------- | ------------------------------- | --------------------------------------------------------------------------------------- |
| Партія регіонів |                                  |                       |                           |                                 |                                                                                         |
| 1               | Балагура Олександр Степанович    | 03.11.2010            | Освіта середня спеціальна | член Партії регіонів            | приватний підприємець                                                                   |
| 2               | Балцану Ігор Михайлович          | 03.11.2010            | Освіта середня спеціальна | член Партії регіонів            | приватний підприємець                                                                   |
| 5               | Вовченко Ігор Васильович         | 03.11.2010            | Освіта вища               | член Партії регіонів            | ПП "Перлина Чорномор'я ", директор курортного об'єднання                                |
| 6               | Галіта Володимир Васильович      | 03.11.2010            | Освіта середня спеціальна | член Партії регіонів            | ПП «Ягуар 2005», рибалка                                                                |
| 7               | Гінжул Олег Георгійович          | 03.11.2010            | Освіта середня спеціальна | член Партії регіонів            | ТОВ «Абсолют», директор                                                                 |
| 8               | Горча Іван Михайлович            | 03.11.2010            | Освіта вища               | член Партії регіонів            | пансіонат «Парус», директор                                                             |
| 11              | Завка Василь Дмитрович           | 03.11.2010            | Освіта вища               | член Партії регіонів            | ДОЛ «Автодорожник», директор                                                            |
| 13              | Лисицька Галина Кузьмівна        | 03.11.2010            | Освіта середня спеціальна | член Партії регіонів            | Сергіївська селищна рада, секретар                                                      |
| 17              | Михайлов Микола Іванович         | 03.11.2010            | Освіта вища               | член Партії регіонів            | ТОВ «Сонячний Берег», заступник директора                                               |
| 18              | Мовіле Сергій Михайлович         | 03.11.2010            | Освіта вища               | член Партії регіонів            | ТОВ «Примор'є», головний лікар                                                          |
| 20              | Пушняк Олександр Георгійович     | 03.11.2010            | Освіта середня спеціальна | член Партії регіонів            | КПУКГ «Сергіївка», начальник житлового фонду                                            |
| 22              | Сапронов Іван Анатолійович       | 03.11.2010            | Освіта середня спеціальна | позапартійний                   | ДПОСЛ «Медик — 2», директор                                                             |
| 25              | Таран Геннадій Олександрович     | 03.11.2010            | Освіта середня спеціальна | член Партії регіонів            | Сергіївська селищна рада, перший заступник селищного голови з питань виконавчих органів |
| 26              | Токар Андрій Михайлович          | 03.11.2010            | Освіта середня спеціальна | член Партії регіонів            | приватний підприємець                                                                   |
| 27              | Толмачов Володимир Володимирович | 03.11.2010            | Освіта вища               | член Партії регіонів            | загальноосвітня школа № 8, вчитель інформатики                                          |
| 28              | Шевченко Олег Петрович           | 03.11.2010            | Освіта середня спеціальна | член Партії регіонів            | ДП «Південь-Курорт-Сервіс», комерційний директор                                        |
| 29              | Шелестенко Сергій Юрійович       | 03.11.2010            | Освіта середня спеціальна | член Партії регіонів            | ТОВ «КО Сонячний Берег», директор                                                       |
| Самовисування   |                                  |                       |                           |                                 |                                                                                         |
| 3               | Березний Петро Іванович          | 03.11.2010            | Освіта вища               | позапартійний                   | тимчасово не працює                                                                     |
| 4               | Бойко Ірина Георгіївна           | 03.11.2010            | Освіта вища               | член Партії пенсіонерів України | ПП «Бухта», директор                                                                    |
| 9               | Громик Олександр Олександрович   | 03.11.2010            | Освіта вища               | позапартійний                   | ТОВ юридичне бюро «Алібі», юрисконсульт                                                 |
| 10              | Добиш Михайло Григорович         | 03.11.2010            | Освіта середня            | позапартійний                   | тимчасово не працює                                                                     |
| 12              | Кальчев Іван Дмитрович           | 03.11.2010            | Освіта вища               | член Партії регіонів            | Державне підприємство «Одеський морський порт», машинист                                |
| 14              | Лутенко Семен Никифорович        | 03.11.2010            | Освіта вища               | позапартійний                   | санаторій «Вікторія», головний лікар                                                    |
| 15              | Лутенко Сергій Семенович         | 03.11.2010            | Освіта вища               | позапартійний                   | Державна податкова інспекція у Приморському районі м. Одеси, начальник відділу          |
| 16              | Мадоніч Вячеслав В'ячеславович   | 03.11.2010            | Освіта вища               | позапартійний                   | ПП «Сергіївка-Курорт-Сервіс», директор                                                  |
| 19              | Нестерюк Павліна Валентинівна    | 03.11.2010            | Освіта середня спеціальна | позапартійна                    | ПП «Ренесанс-7», заступник директора                                                    |
| 21              | Савош Володимир Володимирович    | 03.11.2010            | Освіта середня спеціальна | член Партії регіонів            | приватний підприємець                                                                   |
| 23              | Семенов Олег Валерійович         | 03.11.2010            | Освіта середня            | позапартійний                   | ПП «Стратегія», начальник ділянки                                                       |
| 24              | Стеценко Юрій Григорович         | 03.11.2010            | Освіта середня спеціальна | позапартійний                   | ТОВ «Фортуна», заступник директора                                                      |
| 30              | Юрченко Галина Павлівна          | 03.11.2010            | Освіта вища               | позапартійна                    | приватний підприємець                                                                   |